# God of War: Ascension
God of War: Ascension é um jogo eletrônico de ação-aventura, produzido pela Santa Monica Studio e publicado pela Sony Computer Entertainment em exclusivo para a PlayStation 3. É o sétimo título da série God of War o primeiro da cronologia e o primeiro também a ter multijogador. God of War: Ascension foi lançado em 12 de Março de 2013 na América do Norte e Brasil, a 13 de Março de 2013 na Europa e nas regiões PAL, 14 de Março de 2013 na Austrália e Nova Zelândia e 15 de Março de 2013 no Reino Unido e Irlanda.
A jogabilidade de God of War: Ascension é similar aos seus antecessores mas com gráficos e experiência de jogo melhoradas. Foca-se em combates de combos, conseguido seja com a arma principal do jogador (as Lâminas do Caos) seja com armas secundárias adquiridas ao longo do jogo. O jogo irá ter eventos quick-time melhorados que requerem que o jogador complete várias ações no controle numa sequência de tempo para assim derrotar inimigos e chefes mais fortes. O jogo também tem elementos de puzzles e plataformas. Em adição à jogabilidade similar, também tem um sistema de combate e de armas melhorado, novas mecânicas de jogabilidade e conteúdo transferível. Uma beta do multijogador decorreu entre 12 de Dezembro de 2012 e 21 de Janeiro de 2013
Baseado na mitologia grega e a decorrer na Grécia Antiga, o jogador controla o personagem Kratos que tenta cortar os laços com o Deus da Guerra, Ares, - que enganou Kratos levando-o a assassinar a sua família - ao derrotar as três Fúrias. Ascension é cronologicamente o primeiro capítulo da série, fazendo parte de uma saga em que a vingança é o tema central.
God of War: Ascension foi no geral bem recebido pela crítica especializada conseguindo uma média de 80/100 no site Metacritic e de 80.11% no GameRankings. Os elogios dirigiram-se mais para os gráficos e para a jogabilidade enquanto que a história, por falta de ideias, foi a principal fonte de críticas. O multijogador, novo na série, teve uma recepção variada nas análises.

## Jogabilidade

### Um Jogador
O modo para um jogador irá ter um sistema de combate e de laminas do exilio "inovado", "rápidos" mini-jogos e novos puzzles. A Sony mencionou "fluido, personagens com vida, efeitos de luz dinâmicos, e cenários de mundos em mudança". A história é "um pouco mais curta" que os jogos anteriorres de God of War.
Na E3 2012, foi mostrada uma pequena demo do modo para um jogador com novas mecânicas de combate. Santa Monica desenvolveu o sistema de combate de modo a ser mais imersivo e poderoso com um novo sistema de corrente permitindo aos jogadores rodar os inimigos como uma bola de demolição, enquanto mantém o ataque das lâminas ao mesmo tempo, tanto no ar como no chão. O novo sistema de "armas mundiais" permite a Kratos roubar as armas dos inimigos e usá-las a seu favor. Os jogadores poderão agora com mais facilidade trocar de armas principais e sub-principais durante os combos.
Santa Monica também melhorou os eventos quick-time, substituindo algumas solicitações de botões por um sistema mais livre. Enquanto no mini-jogo, os jogadores têm de se focar quanto devem atacar e desviar baseados nas ações dos inimigos, ao invés da solicitação de botões.
A demo também mostrou a mecânica Life Cycle. Kratos pode usar esta habilidade para controlar o tempo em vários objetos para poder assim resolver enigmas e também para gelar os inimigos durante os combates. Novos inimigos também foram revelados como o Elephantaur e a besta marítima Charybdis.

### Multijogador

The Desert of Lost Souls, um dos mapas multijogador: jogadores lutam entre si com o ciclope Polifemo ao fundo.

God of War: Ascension tem um modo de multijogador online até oito jogadores, com um pequeno elemento da história. Jogadores podem entrar em equipas de quatro jogadores ou sozinhos, e tentarão ter controle do mapa para ganharem recompensas dos deuses, contudo os jogadores terão de primeiro vender a alma do seu campeão a uma das quatro entidades: Ares, Hades, Zeus ou Poseidon. Cada Deus oferece um estilo e habilidades de combate únicas. Os jogadores também podem desbloquear poderes mágicos, novas armaduras e melhorar as que já possuem, relíquias e outros tesouros, à medida que vão ganhando pontos de experiência (XP) para aumentar o nível do seu Guerreiro. O estilo de ataque do jogador alinhado com o seu Deus é crítico para o caminho que o seu Guerreiro irá seguir.
No modo Team Favor of the Gods, duas equipas de quatro jogadores tentam acumular um certo número de pontos para chegar à vitória. Os pontos, conhecidos como "Favor", são obtidos através de mortes ou por outros métodos, como coleccionar tesouros. Quando os jogadores não estão no ataque, podem ajudar a sua equipa a acumular pontos capturando altares, coleccionando esferas vermelhas dos baús ou colocando armadilhas contra os jogadores adversários. Todos os mapas contêm poderes especiais, como as Botas de Hermes para maior velocidade, que fornecem uma breve vantagem. Também há o regular Favor of the Gods, com quatro jogadores e sem equipas. Adicionalmente, também haverá o modo Capture the Flag que usa os mapas maiores. Irá ser revelado um quarto modo. Cada mapa é baseado numa localização da série God of War (e.g. The Desert of Lost Souls de God of War e Forum of Hercules de God of War III).
Uma demonstração antecipada do modo Team Favor of the Gods no mapa The Desert of Lost Souls, mostra uma luta entre espartanos e troianos a favor dos Deuses. O ciclope titã Polifemo ataca os guerreiros enquanto eles lutam para controlar pontos no mapa. As zonas contestadas contém engrenagens mecânicas que controlam ligações ao ciclope gigante. Depois de capturarem as múltiplas engrenagens que controlam as correntes de Polifemo e obterem um certo número de pontos (Favores), os deuses oferecem à equipa vencedora a Lança de Olimpo, dando-lhes o poder necessário para derrotar o gigante. O modo oscila entre ataque e defesa, forçando a equipa que ataca a defender os territórios ganhos ao mesmo tempo que tenta derrotar Polifemo. Se a equipa que defende ganha de novo o controlo das áreas, Polifemo regressa à sua posição original e a Lança é perdida.

## Sinopse
God of War: Ascension foca-se na história de Kratos na busca de redenção, devido aos seus pecados do passado e no aumento da sua ira para se libertar do vinculo que o liga a Ares. O jogo ocorre seis meses depois de Kratos ter assassinado a sua mulher e a filha. A Joystiq confirma que os jogadores "terão o Kratos mais branco de sempre", enquanto que o diretor Todd Papy diz que o jogo "dará às pessoas um olhar mais humano sobre Kratos, para os fãs poderem relacionar-se mais com ele e compreender algumas das coisas pelas quais ele passou quando era mais jovem." Papy também confirmou que Kratos terá as "Lâminas do Caos" e que a história terá lugar depois deste ter vendido a sua alma a Ares.
Durante a PAX 2012, a Santa Monica Studio anunciou que as três Fúrias (que Kratos tem de derrotar para quebrar a ligação que tem com Ares) são as principais antagonistas do jogo. Megera, uma das Fúrias, foi apresentada num novo vídeo.

### Previsão
A 1 de Fevereiro de 2013, Santa Monica mostrou os primeiros 30 minutos de God of War: Ascension à imprensa, a mesma demo lançada mais tarde a 26 de Fevereiro. O jogo começa com um filme narrado por Linda Hunt que conta a história em que antes da era dos Titãs e da governação pelos deuses do Olimpo, houve uma grande batalha entre os Primordiais, as criaturas que criaram a Terra, que durou uma eternidade. Dessa guerra, nasceram as Fúrias, as guardiãs da honra executoras da punição. Zeus não receava as Fúrias porque elas só procuravam a retribuição de quem se considerava culpado. O primeiro destes traidores foi Aegaeon, o Hecatônquiro. Aegaeon prometeu juramento a Zeus, mas traiu o Rei dos Deuses. As Fúrias capturaram-no e torturaram a criatura. Em vez de matarem Aegaeon, as Fúrias transformaram-no em pedra - fazendo dele uma prisão gigante para os malditos — um símbolo para todos aqueles que ousassem trair um Deus.
O jogo começa com Kratos aprisionado por ter quebrado o juramento feito ao Deus da Guerra, Ares. Megera, uma das três Fúrias, aparece para oferecer a Kratos a sua punição diária. Enquanto Megera tortura Kratos, ela acidentalmente destrói uma das correntes que prendem Kratos. Com o seu tronco livre, Kratos ataca e liberta as Lâminas do Caos, que as suas correias estavam a ser usadas para prender os braços de Kratos. Kratos persegue Megera, lutando contra vários inimigos no processo. Eventualmente consegue apanha-la, e Megera começa a acordar o Hecatônquiro. A prisão onde Kratos estava revela-se ser Aegaeon, em que os braços da criatura começam a ganhar vida e a atacar Kratos.

### Personagens
O protagonista do jogo é Kratos (voz original de Terrence C. Carson), um guerreiro espartano que quebrou o seu juramento de sangue com Ares (voz de Steven Blum), Deus da Guerra. Outros personagens incluem Zeus (Corey Burton), Poseidom (Gideon Emery), Hades (Fred Tatasciore), a esposa de Kratos Lysandra (Jennifer Hale), o Guardião da Jura Orkos (Troy Baker), o Oráculo de Delphi, Aletheia (Adrienne Barbeau), Castor e Pólux (David W. Collins e Brad Grusnick), Hércules (Kevin Sorbo), Arquimedes (Simon Templeman), e as três Fúrias: Megera (Nika Futterman), Alecto (Jennifer Hale) e Tisífone (Debi Mae West).

## Desenvolvimento
John Hight, director da Santa Monica Studio, alertou a Joystiq que "enquanto God of War I começou a trilogia,, afirmando "que iremos ter muito cuidado com o que iremos fazer a seguir."
Revelações que um novo capítulo da série God of War começaram no início de 2011. Em março de 2011, um CV pertencente a um animador apareceu na Internet referenciando "God of War 4 teste cinemático". No entanto, o animador em questão afirmou logo de seguida que não tinha nada a ver com a série da Sony. Em abril, a revista PSM3 ouviu de uma fonte que "trabalha muito perto com o universo de God of War" que um novo capítulo da série seria lançado por volta de setembro de 2012. Um mês depois os rumores foram reforçados pela Official PlayStation Magazine, reportando e também sugerindo que God of War 4 iria ter componente online. Por volta da mesma altura, um retalhista da Nova Zelandia listou God of War 4 para lançamento em 2012.
No início de 2012, o compositor Timothy Williams referiu-se a God of War 4 no seu CV como um dos projectos em que estava a trabalhar. Também David Thornfield, um animador do estúdio House of Moves, listou God of War 4 no seu "LinkedIn".
A 12 de abril de 2012 foi publicada uma imagem de promoção na página oficial da PlayStation no Facebook com o texto: "A Vingança trará Redenção?" levantando a especulação de que a imagem da Sony teria a ver com os rumores já antigos sobre um novo capítulo da série God of War; reforçado ainda mais essa ideia a aparência das letras "GOW" na URL completa da imagem, mais especificamente, "gowa_fb".
Um vídeo oficial foi revelado a 19 de abril, mas no entanto a Amazon revelou-o um dia mais cedo, juntamente com a imagem da capa do jogo ainda em desenvolvimento. No filme narrado pela titã Gaia (voz de Linda Hunt), ela fala sobre a vida de Kratos no tempo antes de ele se ter tornado no "Fantasma de Esparta" quando não estava "ligado ao sangue". O vídeo revelou que o nome do jogo é God of War: Ascension sugerindo que seria uma prequela da série.
A 30 de abril de 2013 foi confirmado que Ascension terá uma componente para multijogador. O director Todd Papy notou que o motor de God of War foi refeito para ter multijogador para oito jogadores, abrindo a porta a possibilidades nunca antes vistas na série. Cada personagem no multijogador é construído com base nas animações estabelecidas para Kratos, explicando por isso que não irá haver personagens femininas e também que estas "ficam estranhas com aqueles equipamentos" diz Papy. O director Papy confirmou que Kratos e outros deuses conhecidos não irão ser incluídos no multijogador como personagens jogáveis porque não queriam "Kratos vermelho, Kratos azul, Kratos amarelo...". A decisão da sua não inclusão "ajuda a balancear o jogo enquanto os jogadores lutam uns contra os outros."
Na conferência de imprensa da Sony durante a E3 em junho de 2012, foi confirmado que o lançamento do jogo na América do Norte seria a 12 de março de 2013. Uma demonstração do modo para um jogador (campanha) foi exibido, revelando novas mecânicas e sistemas de combate. A 4 de junho no PlayStation.Blog, Papy confirmou que God of War: Ascension poderá ser jogado em estereoscopia 3D: "estamos a criar o jogo de uma maneira inteligente para o 3D e não apenas uma experiência convertida." No entanto o 3D foi mais tarde retirado. Papy também confirmou uma Edição de Coleccionador, com uma estátua de 20 cm de Kratos. Novas características do mapa multijogador foram mostradas num vídeo durante a Gamescom 2012.
A 31 de Agosto durante a PAX 2012, o director Todd Papy, o designer principal Mark Simon, o designer de personagens Patrick Murphy e a escritora da série God of War, Marianne Krawczyk, hospedaram um painel de discussão sobre as origens God of War: Ascension e providenciar um "olhar nuca antes visto" na evolução de Kratos. A equipa criativa revelou um novo Chefe no jogo – Megaera – umas das três Fúrias, as principais antagonistas no jogo. Mark Simon realçou que o botão círculo mudou de função: em vez de se usar o botão para abrir cofres ou para activar os "eventos rápidos", agora o botão círculo irá ser usado em conjunto com combinações, permitindo a Kratos roubar armas dos inimigos e dar murros ou pontapés contra inimigos não armados. Todd Papy também revelou que a deusa Artemis foi considerada como uma personagem jogável, oferecendo várias opções de combate a Kratos. A personagem aparentemente teria sido meio-humana e meio-felina, com cabeço e tronco de mulher e pernas de leoa. Artemis acabou por ser retirada do jogo, apesar de Papy afirmar que gostaria de explorar a possibilidade de usar outros deuses no futuro.
A 22 de Outubro de 2012, foi mostrado um novo vídeo do multijogador mostrando as habilidades e poderes dos jogadores que alinharem com Zeus. No Spike GameTrailers TV (GT TV) a 8 de Novembro foi revelado um novo vídeo, desta vez a mostrar as habilidades e poderes dos jogadores se aliarem a Ares. GT TV também mostrou um novo mapa para o multijogador, o "Forum de Hércules" (de God of War III), um mapa de quatro jogadores com o personagem Hércules e o modo "Favor of the Gods". Todd Papy também anunciou que haverá mais informações relativas ao modo para um jogador depois do lançamento da beta. Um novo vídeo da campanha foi lançado a 19 de Janeiro de 2013, juntamente com a noticia de que irá ser lançada em Fevereiro uma demo para um jogador diferente da mostrada durante a E3. Um vídeo com o nome "From Ashes", que foi mostrado durante o Super Bowl XLVII, foi lançado a 1 de Fevereiro de 2013 com duas imagens do jogo. Juntamente com a demo lançada a 26 de Fevereiro de 2013, foi mostrado um novo vídeo da história.

### Beta Multijogador
Uma beta mundial do multijogador de God of War: Ascension foi anunciada na Gamescom 2012. Os subscritores do serviço PlayStation Plus (e outros escolhidos) tiveram acesso à beta em primeira mão, antes do lançamento público. Visitantes do painel de God of War na PAX 2012 receberam um voucher para um mês de subscrição na PlayStation Plus, que lhes deu acesso à beta. Os jogadores que experimentaram a experiência social "Rise of the Warrior" em GodofWar.com e que estavam na equipa de Esparta tiveram acesso exclusivo à beta uma semana antes, que começou a 12 de Dezembro (a equipa de Troia teve acesso a 17 de Dezembro). Adicionalmente, de 30 de Novembro a 7 de Dezembro, a Santa Monica permitiu que jogadores da SCEE se inscrevessem para serem escolhidos aleatoriamente e assim terem acesso à beta. A 12 de Dezembro de 2012, juntamente com o vídeo do multijogador "Evil Ways", Santa Monica anunciou que os subscritores do serviço PlayStation Plus tiveram acesso à beta a partir de 8 de Janeiro de 2013. A beta incluia os mapas Desert of Lost Souls (oito jogadores) e o Forum of Hercules (quatro jogadores), ambos com o modo Favor of the Gods. Também foi dado ao jogador a possibilidade de escolher entre favorecer Ares ou Zeus. A beta foi fechada a 21 de Janeiro de 2013.

## Musica
God of War: Ascension - Original Soundtrack from the Video Game foi composta por Tyler Bates (compositor principal) e Timothy Williams. Foi lançada como conteúdo transferível pela Sony Computer Entertainment na compra de God of War: Ascension - Collector's Edition ou da Special Edition.
| Faixas |                               |             |         |  |
| N.º    | Título                        | Música      | Duração |  |
| 1.     | "Primordial Rage"             | Tyler Bates | 2:28    |  |
| 2.     | "Bound By Blood"              | Bates       | 1:42    |  |
| 3.     | "Ghosts of Kirra"             | Bates       | 1:54    |  |
| 4.     | "Warrior's Truth"             | Bates       | 2:31    |  |
| 5.     | "Temptation of the Flesh"     | Bates       | 1:28    |  |
| 6.     | "Awakening the Hecatonchires" | Bates       | 2:13    |  |
| 7.     | "Aletheia's Last Vision"      | Bates       | 2:46    |  |
| 8.     | "Temple Carnage"              | Bates       | 2:12    |  |
| 9.     | "Ascension"                   | Bates       | 2:03    |  |
| 10.    | "Visions of Ruin"             | Bates       | 3:13    |  |
| 11.    | "Temple of Delphi"            | Bates       | 2:35    |  |
| 12.    | "A Touch of Insanity"         | Bates       | 2:04    |  |
| 13.    | "The False Prophet"           | Bates       | 2:02    |  |
| 14.    | "Shadow Revealed"             | Bates       | 3:40    |  |
| 15.    | "Blood on the Canyon Walls"   | Bates       | 1:59    |  |
| 16.    | "Streets of Sparta"           | Bates       | 2:15    |  |
| 17.    | "Tribute to Apollo"           | Bates       | 1:29    |  |
| 18.    | "The Son's Betrayal"          | Bates       | 1:32    |  |
| 19.    | "Prison of the Damned"        | Bates       | 3:19    |  |
| 20.    | "Martyr's Chamber"            | Bates       | 2:33    |  |
| 21.    | "A Warning Too late"          | Bates       | 2:09    |  |
| 22.    | "Trial of Archimedes"         | Bates       | 2:06    |  |
| 23.    | "Python's Path"               | Bates       | 4:29    |  |
| 24.    | "The Final Offer"             | Bates       | 2:57    |  |
| 25.    | "Madness of the Fury Queen"   | Bates       | 2:33    |  |
| 26.    | "The Marked One"              | Bates       | 2:07    |  |
| 27.    | "Oath Keeper's Gift"          | Bates       | 3:19    |  |

## Lançamento
God of War: Ascension foi lançado a 12 de Março de 2013 na América do Norte, 13 de Março na Europa e nas regiões PAL, 14 de Março na Austrália e Nova Zelândia e 15 de Março no Reino Unido e Irlanda. Todos os exemplares de God of War: Ascension terão acesso antecipado à demonstração de The Last of Us da Naughty Dog. Na América do Norte, todas as cópias têm um código para descarregar as personagens Zeus e Isaac Clarke para o jogo PlayStation All-Stars Battle Royale. A 26 de Fevereiro de 2013 foi editada uma nova demo, "A Prisão dos Malditos", disponível na PlayStation Store para transferir. Os participantes de Rise of the Warrior que faziam parte da equipa de Esparta tiveram acesso antecipado à demo a 20 de Fevereiro. A demo inclui os primeiro 30 minutos do jogo.

### Marketing

Conteúdo de God of War: Ascension – Collector's Edition.

Em junho de 2012 a Santa Monica Studio anunciou God of War: Ascension - Collector's Edition para a América do Norte. O pacote contém uma estátua de Kratos de 20 cm, uma caixa de aço, e conteúdo digital exclusivo disponível via PlayStation Network que inclui a banda sonora oficial do jogo, um tema dinâmico para a PS3, um conjunto de avatares PSN, dupla pontuação para o multijogador, e uma palavra passe para desbloquear futuros conteúdos sem custo extra. A 30 de Agosto de 2012, Santa Monica também anunciou a Collector's Edition para territórios da SCEE. A God of War: Ascension – Special Edition também foi anunciada e terá o mesmo preço que a edição normal. Inclui uma caixa de aço especial e o conteúdo digital disponível na Collector's Edition, excepto a palavra passe para os lançamentos futuros.
As pré-reservas para Collector's Edition começaram a 4 de junho. Alguns retalhistas estão também a oferecer o "Mythological Heroes Multiplayer DLC Pack" como bónus por ter reservado a Collectors' Edition. O "Mythological Heroes Multiplayer DLC Pack" inclui a armadura de Aquiles, Perseu, Orion e Odisseu para uso no multijogador. Juntamente com o pacote DLC, a GameStop está a oferecer como bónus de pré-reserva para usar no multijogador a lança e a armadura do Rei Leónidas, como foi retratado por Gerard Butler no filme 300 de 2007, e um poster de dois lados com 22x28 de God of War: Ascension. Por tempo limitado, todas as cópias de God of War: Ascension compradas na Best Buy incluem a arma Mjölnir (o martelo de Thor), inspirado na série de TV, Vikings.
Foi anunciado a 9 de outubro de 2012, que a demo revelada durante a E3 2012 será incluída com os primeiros exemplares de Total Recall: Director's Cut em Blu-ray e no pacote Blu-ray/DVD, que foi lançado a 18 de dezembro de 2012.
Anunciado a 31 de Janeiro de 2013 para a América do Norte, e disponível por tempo limitado será a edição God of War: Ascension - Legacy Bundle. O pacote inclui o jogo God of War: Ascension, a colecção God of War Saga (God of War, God of War II, God of War III, God of War: Chains of Olympus e God of War: Ghost of Sparta), um mês de subscrição na PlayStation Plus e uma PlayStation 3 vermelha. Para a Europa a Sony anunciou o pacote que inclui a edição especial de God of War: Ascension, um comando DualShock 3 personalizado e uma PlayStation 3 de cor branca. Em Portugal a pré-reserva de Ascension inclui 90 dias de subscrição de PlayStation Plus, o conteúdo da Special Edition e um código para descarregar o "Mythological Heroes Multiplayer DLC Pack".

### Rise of the Warrior
Em Outubro de 2012 foi anunciado que os jogadores podem participar no "Rise of the Warrior" - uma nova experiência social em GodofWar.com. Neste romance gráfico, desenhado por Christopher Shy, os jogadores "vivem [a sua] jornada do guerreiro" e "embarcam na busca pela redenção que o leva [jogadores] a tornar-se o próximo Campeão dos Deuses." Os jogadores podem escolher alinharem-se por Esparta ou por Troia e competem em desafios sociais. Inicialmente as equipas competiam para ganharem para o seu exército uma semana de acesso antecipado à beta (que começou a 12 de Dezembro), e 30 dias de PlayStation Plus, o qual foi ganho pelos Espartanos (os Troianos tiveram acesso à beta a 17 de Dezembro). Adicionalmente os jogadores receberam ainda conteúdo para desbloquearem na versão final do jogo, juntamente com armas e armaduras exclusivas para o multijogador para os jogadores que conseguiram a posição "Campeão dos Deuses". "Rise of the Warrior" conta uma história anterior à do jogo e continua até ao lançamento de God of War: Ascension. O desafio seguinte deu à equipa vencedora (Esparta) acesso antecipado à demo da campanha no dia 20 de Fevereiro de 2013. A demo ficou disponível para todos os utilizadores a 26 de Fevereiro na América do Norte e a 27 de Fevereiro na Europa.

### Conteúdo transferível
Em adição ao conteúdo encontrado na Collector's Edition, nos bónus das pré-reservas e nos bónus do jogo social Rise of the Warrior, Ascension irá ter conteúdo transferível pós lançamento. Todos os mapas para o multijogador disponibilizados depois do lançamento serão gratuitos para os possuidores da palavra passe (Season Pass) disponível apenas na Collector's Edition.

## Recepção
God of War: Ascension foi no geral bem recebido pela crítica especializada conseguindo uma média de 80/100 no site Metacritic e de 80.13% no GameRankings. Os elogios dirigiram-se mais para os gráficos e para a jogabilidade enquanto que a história, por falta de ideias, foi a principal fonte de críticas. O multijogador, novo na série, teve uma recepção variada nas análises.
Stephen Totilo da Kotaku diz que a campanha do jogo está dividida em duas partes, a primeira parte aborrecida e a segunda que absorve por completo a primeira porque "altera e aperfeiçoa o combate da série num arsenal que se sente glorioso de empunhar." Também diz que o jogo tem como ponto forte o trabalho de câmara que é "maravilhoso" e que "a série continua a ser a rainha de todos os jogos com câmaras fixas. A cinematografia é surpreendente."
A Destructoid deu 9/10 afirmando "God of War nunca pareceu melhor e nunca jogou melhor que isto. Kratos nunca foi mais interessante e profundo que isto. Elevaram tanto a fasquia que não tenho ideia nenhuma de como é que vão conseguir fazer melhor." O crítico elogiou as novas mecânicas de jogabilidade, e o motor de jogo melhorado "desde as texturas, as animações, a luz ultra-realista, existe um brilho e um polimento que corre durante todo o jogo e que faz deste a partida perfeita da PS3". Conclui a análise dizendo "Sony Santa Monica deve estar orgulhosa. Os fãs da série devem estar orgulhosos." Similarmente, Hollander Cooper da GamesRadar escreveu que "Kratos batalha contra alguns dos mais impressionantes inimigos com que já lutou", continuando "amplificado pelos visuais incríveis de Ascension, não são só apenas os melhores da série, mas um dos mais impressionantes da PlayStation 3". No entanto foi crítico ao dizer que o jogo tem "falta de personalidade" é muito difícil nalgumas secções e que o multijogador é "imemorável". Anibal Gonçalves da Eurogamer deu 9/10 e tem uma opinião diferente do multijogador chamando-o "viciante" e um "compromisso agradavelmente diferente" já sobre a campanha diz que "apesar de ser um pouco mais do mesmo, traz um sistema de combate restruturado, puzzles inteligentes e visuais de topo".
A Game Informer diz que "Apesar das suas falhas, God of War: Ascension é um bom jogo. A ação é divertida, os gráficos são impressionantes, e os jogadores são constantemente puxados a partir de um momento de alta adrenalina para outro. Mas também é decepcionante. Os fãs estão acostumados a apostas cada vez maiores e a uma escala crescente que fazem Kratos atingir alturas divinas, mas Ascension prova que ele afinal é mortal."
A GameSpot deu 8/10 e diz que Ascension tem como pontos fortes o combate e os gráficos que dão um "impressionante sentido de escala, usada para grande efeito". Como pontos fracos refere o multijogador que tem "falta de originalidade e de modos de jogo".
Joystiq diz que a campanha faz "pouco para percebermos a história de Kratos" e que o multijogador é quando God Of War começa a "decair" e conclui dizendo que Ascension "é um automóvel a ser conduzindo ao sabor do espectáculo dos seus antecessores, sem nunca conseguir ultrapassá-los." A Polygon deu 7/10 e diz que o jogo está partido em duas partes e que juntas não ficam coesas. Do multijogador escreveu que "consegue fazer de God Of War um jogo cooperativo e competitivo mas não tem a profundidade de existir por si próprio". Já da campanha diz que é "derivada e sem uma confiança forte que fez da série uma peça de mostruário para jogos cinematográficos de acção." Anthony Severino da PlayStation LifeStyle tem a mesma opinião da história chamando-a "rotineira" mas diz que Ascension tem como pontos fortes o multijogador porque "trouxe longevidade e frescura à série", o combate, os puzzles e a duração da campanha. Diego Borges da TechTudo deu 8/10 e tem a mesma opinião da história dizendo que é "pouco convincente" mas diz que Ascension tem como pontos fortes a jogabilidade, os gráficos e o multijogador.
A VideoGamer diz que se "a campanha parece um pouco fraca, a componente multijogador mostra claramente que as prioridades do produtor estavam noutro lugar [...] inventivo, e uma adição surpreendentemente substancial, que tem mais ideias frescas num único mapa do que em toda a campanha para um jogador." Também refere que os gráficos de Ascension são "tão bonitos tanto quanto fica a brutalidade gratuita."
Alex Simmons da IGN diz que Ascension é o jogo mais fraco da série dizendo que a "história é para esquecer" e que se por vezes parece "inacabada" e que o multijogador "foi uma oportunidade desperdiçada", no entanto, diz que o jogo tem como pontos fortes a jogabilidade e que os gráficos têm uma "apresentação imaculada".
Uma certa secção do jogo com o nome "Teste de Arquimedes" foi considerada pelos críticos e por jogadores como exageradamente difícil e muito injusta. A GamesRadar diz que "[testa] a tua paciência, em vez da tua perícia--incluindo aquela que é sem duvidas a secção mais dificil de um jogo God of War, por todas as más razões". A IGN tem a mesma opinião e diz que "irá frustrar mesmo o melhor dos jogadores". A Game Informer diz que demorou "uma hora de mortes constantes na dificuldade normal antes de conseguir ultrapassar". Em resposta a Sony confirmou que pretende ajustar a dificuldade da missão e Todd Papy, director do jogo, confirmou que uma actualização já está a ser desenvolvida.

### Controvérsia
Após algumas queixas, tanto da comunidade de jogadores como de alguns críticos, o estúdio Santa Monica decidiu mudar o nome de um dos troféus do jogo numa futura actualização, de "Bros Before Hos" (inglês para: Manos Antes de Vadias) para "Bros Before Foes". O troféu, desbloqueado depois do protagonista Kratos matar uma das três Fúrias, foi considerado ofensivo e um exemplo de misoginia.